# Goldberg (Meclemburgo-Pomerania Anteriore)
Goldberg è una città del Meclemburgo-Pomerania Anteriore, in Germania.
Appartiene al circondario di Ludwigslust-Parchim ed è parte della comunità amministrativa di Goldberg-Mildenitz.

## Storia
Il 1º gennaio 2012 venne aggregato alla città di Goldberg il comune di Wendisch Waren.

## Geografia antropica
Alla città di Goldberg appartengono le frazioni di Diestelow, Grambow, Lüschow, Medow, Neuhof, Sehlsdorf, Steinbeck, Wendisch Waren e Woosten.